# Ab'as Zakur
Ab'as Zakur (hebrejsky: עבאס זכור, arabsky: عباس زكور, přepisováno též Abbas Zakour) je izraelský politik a bývalý poslanec Knesetu za stranu Sjednocená arabská kandidátka.

## Biografie
Narodil se 30. prosince 1965 ve městě Akko. Roku 1990 vystudoval bakalářský program v oboru islámská studia na Univerzitě al-Kuds v Abu Dis. Hovoří arabsky. Je členem komunity izraelských Arabů.

## Politická dráha
Působil jako ředitel novin al-Motak.
V izraelském parlamentu zasedl po volbách do Knesetu v roce 2006, ve kterých kandidoval za stranu Sjednocená arabská kandidátka. Pracoval ve výboru pro vzdělávání, kulturu a sport a ve výboru pro status žen.
Během funkčního období odešel ze strany a ve volbách do Knesetu v roce 2009 kandidoval za stranu Balad, mandát ale nezískal.